# Национално буђење у Румунији
Концепт националне државе појавио се међу Румунима, као и код многих других европских народа, током 19. века, након Француске револуције. Румунски горњи слојеви становништва тражили су помоћ од Руске империје за коју су сматрали да ће помоћи румунским православцима у борби против муслимана Османског царства. Међутим, томе су се испречили руски експанзионистички планови. У Руско-турском рату (1806—1812), Руси окупирају Бесарабију. Аустријанци су такође владали деловима румунских територија окупирајући Олтенију (1718-1739) и Буковину (1775). Румунска елита стога тражи савезнике у западној Европи. 

## Увод
По завршетку рата Шесте коалиције, 216 представника европских земаља окупило се на Бечком конгресу како би исцртали нову политичку карту Европе. Најутицајнији на Конгресу били су руски цар Александар и аустријски канцелар Метерних. Русија је желела да што потпуније обнови феудални поредак у Европи и прошири свој утицај. Зато је подржавала пруско-аустријско супарништво у немачком свету и залагала се за очување довољно јаке Француске како би спречила превелико снажење Британије. Територијалне претензије Русије ушле су у правцу бившег Великог Варшавског Војводства, Бесарабије и Финске. На Конгресу је Русија издејствовала признавање Бесарабијске губерније коју је заузела у Руско-турском рату (1806—1812). Центар јој је био град Кишињев. 

## Влашки устанак
Влашки устанак вођен је упоредо са Грчким устанком. Припреме за устанак отпочеле су већ 1814. године оснивањем тајног револуционарног удружења Филики Хетерија у Одеси у Украјини. Хетерија је образована по типу карбонарских удружења. Чинили су је, поред Грка, и Срби, Бугари, Румуни и Руси, трговци, занатлије, свештеници, интелектуалци, борци других националних покрета (међу њима и Карађорђе Петровић који се 1817. године по задатку Филики Хетерије вратио у Србију где је убијен по наредби кнеза Милоша Обреновића). Хетерија је за вођу 1820. године изабрала Александра Ипсилантија, ађутанта руског цара Александра и сина генерала Константина Ипсилантија. Покрет је требало да захвати све балканске народе под Турцима. Проширио се најпре у Молдавији и Влашкој. Тамо му приступа и Тудор Владимиреску, учесник Руско-турског рата (1806—1812) који покреће антитурски и антифеудални устанак у Влашкој. Милош Обреновић, на савет Русије, није се одазвао на хетеријине позиве. Устанак је 1821. године избио само у Дунавским кнежевинама и Грчкој. 
Акција је започела преласком Александра Ипсилантија преко реке Прута у Молдавију фебруара 1821. године. Истовремено је у Влашкој устанак подигао Тудор Владимиреску. Он је створио тајну организацију у Влашкој, независну од Хетерије. Уз помоћ Хетерије, покренуо је устанак у Олтенији. Програм Владимирескуа био је типичан за буржоаске револуције; сазивање скупштине састављене од свих слојева буржоазије, стварање националне армије, пореска реформа и сл. Владимиреску је марта 1826. године ушао у Букурешт. Ипсиланти за то фреме ратује у Молдавији и ступа у везу са Владимирескуом. Руски цар Александар није пристао да помогне устаницима изражавајући подршку турском султану Махмуду II (1808-1839) за гушење устанка. Овакав став руског цара довео је до раскида савеза између Ипсилантија и Владимирескуа. Турци маја продиру у Влашку и заузимају Букурешт. Покрет Владимирескуа се распао, а он сам је заробљен од стране хетериста и стрељан. Потом су хетеристи поражени код Драгашанија те су истерани из Дунавских кнежевина. Ипсиланти бежи у Аустрију где је ухапшен. Умро је у тамници 1828. године. 

## Влашка револуција 1848. године
Револуционарни покрети 1848. године захватили су и Кнежевину Влашку. Побуна је уско повезана са устанком у Кнежевини Молдавији. Устанак предводи млада интелигенција против руског принца Георгија Бибескуа. Након гушења Влашке револуције долази до руско-турске окупације Влашке и Молдавије у складу са одредбама споразума у Балта-Лиману (1849) што је допринело румунском уједињењу јер је распламсало национална осећања Румуна. Без консултовања са бојарским скупштинама, за румунске господаре доведени су Грегоре Гика у Молдавији и Барбу Штирбеј у Влашкој. Кримски рат отпочео је руском окупацијом Влашке и Молдавије. Аустријанци су приморали Русе да напусте кнежевине 1854. године и, у складу са споразумом са Турцима у Бојађи-Киоју, су их сами окупирали. У Влашку су ушли и Турци.

## Кримски рат
Повод је нађен у питању права над светим местима у Палестини. Наполеон Бонапарта је након крунисања за цара 1852. године навалио на Порту да призна Французима право заштите над овим местима, желећи неки брзи спољнополитички успех. Слаба Турска морала је прихватити. Сада су Руси од султана тражили право заштите над свим хришћанима у Османском царству. Охрабрен ставом осталих великих сила, султан је одбио захтев. Русија је на то, 1853. године, послала трупе да окупирају Влашку и Молдавију. Порта је Русији објавила рат и започела операције на Дунаву и Кавказу. Руси, наравно, односе победе. Слом Турске био је на видику исте године кад је рат започео. Њена флота у Црном мору је уништена. У време Кримског рата, Влашка и Молдавија држале су се мирно, а исто тако и Србија и Црна Гора, саветоване од саме Русије.

## Уједињење румунских кнежевина
Један од најзначајнијих догађаја источног питања овог периода јесте уједињење румунских кнежевина Влашке и Молдавије у јединствену румунску кнежевину. Прави господари румунских кнежевина били су Аустријанци под командом генерала Коронинија. Аустријанци су се у кнежевинама борили против унионистичке пропаганде. На Париској мировној конференцији расправљано је о румунском питању. Аустријанци су успели да убеде велике силе да Румуни, у ствари, не желе уједињење. Наложено им је, ипак, да напусте кнежевине. Аустријанци су приморани да 1857. године напусте Влашку и Молдавију. У кнежевинама унионисти воде храбру патриотску политику. У Молдавији је главна личност униониста Михаил Когалничан, а у Влашкој се против униониста бори Барбу Штирбеј. У Молдавији је 1856. године створено „Друштво за уједињење“. Василе Александрија постаје химна униониста. 
По Органским регуламентама, Порта је до избора нових кнежева имала да у свакој кнежевини именује по тројицу намесника (кајмакама). Она је, међутим, именовала само по једног; у Влашкој Александра Гика, а у Молдавији најпре Тудор Балш, а после његове смрти Николае Вогоридес. Они су, наравно, били туркофили и противници унионистичке политике. Наполеон III и руска влада траже поништење избора, на шта султан не пристаје, те долази до прекида дипломатских односа. Договор великих сила са Енглеском постигнут је у градићу Озборн у Енглеској. Тамо су се састали француски цар Бонапарта, француски министар спољним послова Валевски, краљица Викторија, принц Алберт, британски председник владе Палмерстон и министар спољним послова Британије, Кларендоном. Енглеска је пристала да саветује Порту да поништи изборе, а Наполеон се одрекао подршке уједињењу Румуније. 
Под притиском Енглеза, Порта је морала да поништи изборе у Молдавији. На новим изборима (1857), победу су однели унионисти; од 87 посланика, само 4 су били против уједињења. У јесен исте године заседају Дивани и у Влашкој и у Молдавији. Они су усвојили следеће тачке:
- Гаранција сила за аутономију и неутралност Влашке и Молдавије.
- Уједињење земље под именом Румунија којом ће владати један страни кнез.
- Увођење уставног уређења.
- Избор заједничке скупштине и владе за целу земљу.

Дивани су се почетком следеће године разишли не решавајући питања која су се тицала сељаштва. Европска дипломатија је радила. Француски цар приволио је руског да прихвати Озборнски договор. На међународној Конференцији великих сила усвојена је Конвенција о дефинитивној организацији румунских кнежевина. У основи јој је лежао Озборнски договор. 
По Конвенцији:
- Кнежевине ће се убудуће звати: Уједињене Кнежевине Модлавија и Влашка.
- Свака од њих имаће свог кнеза, скупштину и владу.
- Законе од заједничког интереса припремаће мешовити орган, Централни комитет.
- Административно уређење обе кнежевине ће се уједначити, али ће бити одвојено.

Конвенција је смишљена да онемогући стварно уједињење. Међутим, велике силе нису се обазирале на вољу румунског народа. После Париског мира, Порта је у свакој кнежевини именовала по тројицу кајмакама. У Молдавији су двојица били за уједињење те су изоловали трећег, туркофила. У Влашкој је била обрнута ситуација, те један намесник није могао да наметне своју вољу осталој двојици. У Букурешту је дошло до немира. Под сталном претњом десетине хиљада грађана, Скупштина је приморана да за кнеза Влашке једногласно изабере Александруа Јона Кузу. Велике силе прихватиле су Кузу за кнеза. Биле су заузете ратом у Италији, те су стављене пред свршен чин. Чак је и Порта признала Кузу који је у Цариграду примио два фермана о инвеститури. 
Уједињење је коначно постигнуто 1859. године. Две војске састале су се у Плоештију и том приликом су стављене под једну врховну команду. Унификација административних и законодавних институција завршена је почетком 1862. године. Створена је јединствена скупштина и јединствена влада кнежевине Румуније. Тиме је уједињење завршено. Румунија је стекла независност од Османског царства 1878. године након завршетка двогодишњег рата за уједињење. Кнез Куза прихватио је 1864. године Устав. Законом о селу из исте године укинут је феудализам. Велепоседнички слојеви, незадовољни Кузином политиком, издејствовали су његову абдикацију 1866. године. На румунски престо дошао је Карло Хоенцолерн. 